# Linia kolejowa Cottbus – Guben
Linia kolejowa Cottbus – Guben – dwutorowa zelektryfikowana główna linia kolejowa na południowym wschodzie Brandenburgii łącząca miasto Chociebuż z miastem Guben na lewym brzegu Nysy Łużyckiej.

## Historia
Linia została otwarta 1 września 1871 roku.